# TMC (tv-kanal)
 For alternative betydninger, se TMC. (Se også artikler, som begynder med TMC)
TMC (Télévision Monte-Carlo) er en monegaskisk  og fransk tv-kanal grundlagt 19. november 1954.